# Овсянкин, Василий Ильич
Василий Ильич Овся́нкин (30 января [11 февраля] 1900, Луганск, Екатеринославская губерния — 11 июня 1984, Москва) — советский специалист в области строительной техники. Действительный член и вице-президент Академии строительства и архитектуры СССР (1956—1963), доктор технических наук (1960), Заслуженный строитель РСФСР (1970), дважды лауреат Сталинских премий (1949, 1951).

## Биография
Василий Овсянкин родился 30 января (11 февраля) 1900 года в городе Луганске Екатеринославской губернии в семье лесника.
В 1921 году окончил Луганский техникум путей сообщения. В 1927 году окончил инженерно-строительный факультет Харьковского технологического института. Работал в ряде строительных организаций. В 1930—1931 годах находился в командировке в США, где осваивал передовой технологический опыт в области строительства. В 1931 году вернулся в Харьков, где до 1933 года работал в должности главного инженера 6-го треста, созданного на базе объединения «Донуголь». В 1933—1936 годах — главный инженер треста «Союзстрой» Главного управления строительной промышленности Наркомата тяжёлой промышленности СССР в Свердловске. В 1936—1939 годах — главный инженер строительства Новотагильского металлургического комбината. С 1939 года последовательно работал главным инженером Главного строительного управления Северо-Запада (Главсевзапстроя), Главцентростроя, Главюгостроя Наркомата по строительству СССР, Главного управления по строительству предприятий алюминиевой и магниевой промышленности (Главалюминстроя) Наркомцветмета. Во время Великой Отечественной войны занимался строительством военных объектов.
В 1953 году вступил в КПСС. С 1953 по 1956 год — начальник технического управления Министерства строительства СССР и заместитель министра строительства СССР. С 1963 по 1973 год — первый заместитель председателя Научно-технического совета Госстроя СССР. С 1973 года и до конца жизни — старший научный сотрудник-консультант Центрального научно-исследовательского проектно-конструкторского института организации, механизации и технической помощи строительству.
Автор трудов по железобетонным конструкциям, вопросам механизации, организации и экономики строительства. Принимал участие в издании Строительной энциклопедии.
С 1956 года жил в Москве по адресу: Ермолаевский переулок, дом 18-а. Умер 11 июня 1984 года. Похоронен в семейном склепе на Ваганьковском кладбище.

## Награды и звания
- Сталинская премия второй степени (1949)[2] — за разработку и внедрение в строительство методов производства бетонных, железобетонных и каменных работ в зимних условиях
- Сталинская премия третьей степени (1951)[2] — за разработку и внедрение нового метода изготовления железобетонных напряжённо-армированных труб больших диаметров
- Заслуженный строитель РСФСР (1970)[2]

## Сочинения
- Железобетонные напорные трубы. М.—Л., 1951.
- Ограждающие конструкции из асбестоцементных листов для промышленных зданий. М., 1952 (в соавторстве).
- О внедрении типовых конструкций и деталей в промышленном строительстве. М., 1954.
- Организация и механизация строительства в СССР. М., 1957.
- Легкие бетоны на пористых заполнителях: приготовление и применение. М., 1960.